# La casa del ogro
La casa del ogro es una película mexicana de 1938 dirigida por Fernando de Fuentes. La película está inspirada parcialmente en la novela Pot-Bouille de Émile Zola por sugerencia del escritor Fernando del Corral Gassaud. Esta película es característica porque es una de las primeras películas del cine mexicano que se aleja del tema general de las cintas rancheras.

## Reparto
- Fernando Soler como Nicanor López.
- Alfredo del Diestro como el doctor Rodríguez.
- Arturo de Córdova como Fernando Pérez.
- Elena D'Orgaz como Luisa.
- Emma Roldán como Librada.
- Alberto Martí como Víctor García Núñez.
- Manuel Tamés como "don Pedrito".
- Natalia Ortiz como Ana.
- Amalia Ferriz como Amelia.
- Gloria Marín como Clara.
- Alberto Galán como Pánfilo Ordóñez.
- Consuelo Segarra como "doña Jesusita".
- Adela Jaloma como Juanita.
- Arturo Manrique Panseco como Jacinto.
- Luis G. Barreiro como un potencial inquilino.
- Jorge Marrón como un abogado.
- Lucha María Ávila como Carmita.
- Narciso Busquets como el hijo de Pánfilo.